# Aleksandr Klimow (hokeista)
Aleksandr Jurjewicz Klimow, ros. Александр Юрьевич Климов (ur. 6 listopada 1972 w Taszkencie, Uzbecka SRR) – rosyjski hokeista pochodzenia uzbeckiego.

## Kariera
- Motor Barnauł (1989-1993)
- Awangard Omsk (1993-1994)
- Motor Barnauł (1996-1997)
- HK Kiemierowo (1996-1997)
- Amur Chabarowsk (1997)
- Rubin Tiumeń (1997-1998)
- Krylja Sowietow Moskwa (1998)
- CSKA Moskwa (1998-1999)
- Motor Barnauł (2003)
- Eniergija Kiemierowo (2003-2004)
- Motor Barnauł 2 (2004-2005)
- Gorniak Rudnyj (2005)
- Mietałłurg Sierow (2005-2007)
- Mołot-Prikamje Perm (2007)
- Ciarko KH Sanok (2009)
- Ałtaj Barnauł (2007-2011)

Wychowanek Binokoru Taszkent. Występował głównie w klubach rosyjskich, najdłużej w drużynie z Barnaułu. Od lipca do sierpnia 2009 zawodnik KH Ciarko Sanok (wraz z nim jego rodacy Jewgienij Afonin, Aleksandr Golc, Wiaczesław Triasunow). Trzech z nich (bez Golca) rozegrali w barwach Sanoka dwa mecze w edycji Pucharu Polski 2009.
Po zakończeniu kariery zawodniczej został trenerem. Od stycznia 2012 asystent trenera drużyny Ałtajskije Berkuty Barnauł, występującej w rosyjskich rozgrywkach juniorskich MHL-B. Później do 2015 był głównym trenerem. W sezonie 2015/2016 był asystentem szkoleniowca kazachskiej drużyny Ałtaj Kazachstan Ust-Kamienogorsk w MHL-B. W sezonie 2016/2017 był najpierw głównym trenerem ekipy Draguny Możajsk do listopada 2016 w przekształconych z MHL-B rozgrywkach NMHL, a później starszym trenerem w zespole Krylja Kubani Krasnodar. W styczniu 2019 został głównym trenerem Ałtaja Barnauł. W sezonie 2019/2020 został asystentem w drużynach Olimpijec Bałaszycha do lat 17 i do lat 18.